# Emily Woodruff
Emily Woodruff, geb. Smiley (* 19. April 1846 in Cincinnati, Ohio; † 28. März 1916 in Berwyn, Illinois) war eine US-amerikanische Bogenschützin.
Woodruff nahm an den Olympischen Sommerspielen 1904 in St. Louis teil, wo sie in den Einzelwettbewerben Double National Round und Double Columbia Round jeweils Vierte wurde. In der Team Round war sie mit den Cincinnati Archers den Konkurrentinnen überlegen; diese „Goldmedaille“ wird nicht immer offiziell gezählt. Ihr Ehemann, Charles Woodruff, nahm ebenfalls an den Olympischen Spielen 1904 teil und gewann eine Silbermedaille im Bogenschießen.